# Wonka (film)
Pour les articles homonymes, voir Wonka.
Pour plus de détails, voir Fiche technique et Distribution.
Wonka est un film américano-britannique réalisé par Paul King, sorti en 2023.
Le film raconte la jeunesse de Willy Wonka, le personnage du roman Charlie et la Chocolaterie de Roald Dahl.

## Synopsis
Willy Wonka, un aspirant magicien, inventeur et chocolatier, arrive en Europe pour établir sa boutique de chocolat aux Galeries Gourmet. Ayant rapidement dépensé ses maigres économies, il est rabattu par Mr Bleacher chez Mme Scrubitt, et, malgré l'avertissement de l'orpheline et employé Noodle sur les petits caractères, il signe le contrat parce qu'il est analphabète. Pour payer les frais exigés par le contrat, Wonka présente aux Galeries Gourmet des "chocovols", des chocolats qui font voler les gens, faisant face à la moquerie des chocolatiers : Gerald Prodnose, Félix Fickelgruber et Arthur Slugworth. Ils appellent le chef de la police pour confisquer ses revenus pour avoir vendu du chocolat sans magasin. Le cartel du chocolat (composé de Slugworth, en tant que chef, de Prodnose et de Fickelgruber), qui existe en secret, exploite la faiblesse du chef en lui versant en pots-de-vin, leurs chocolats pour forcer Wonka à ne plus faire de chocolat et à quitter la ville, à le faire disparaître si ça ne marche toujours pas, car ils sont jaloux de son talent et de son faible prix.
Wonka se rend compte trop tard de la combine de Scrubitt et Bleacher et, incapable de payer les frais exorbitants qui lui sont imposés par le contrat, Wonka est emprisonné et commence à travailler dans la laverie de Mme Scrubitt aux côtés de cinq autres captifs : Abacus Crunch, ancien expert comptable, Piper Benz, ancienne plombière, Lottie Bell, ancienne standardiste téléphonique, Larry Chucklesworth, ancien humoriste, et Noodle. Tous ont cherché à être logé à bon prix et sont tombés dans la combine de Scrubitt et Bleacher.
Le soir même, Wonka fait goûter à Noodle son chocolat et les deux captifs concluent un marché : Wonka offrira à Noodle un approvisionnement à vie en chocolats et Noodle en échange, apprendre à lire à Wonka. Il révèle également à Noodle que sa passion pour le chocolat provient de sa défunte mère, avec qui il vivait jusqu'à ce qu'elle meure de maladie.
Le jour suivant, Wonka use de ses talents d'inventeur pour mettre en place une laveuse automatique qui utilise notamment la faiblesse du chien de garde de Mme Scrubitt, Tiddles, pour les pantalons des postiers. Noodle, elle, exploite la faiblesse de Mme Scrubitt pour les aristocrates en lui laissant entendre que Mr Bleacher en est un. Wonka et Noodle s'absentent pour la journée. Au moment de se rendre en ville, il se rend compte que le bocal est vide. Il explique à Noodle qu'il est victime de vol par un homme orange énigmatique depuis des années, mais Noodle ne le croit pas.
Pour produire son chocolat signature, Wonka et Noodle se rendent au zoo local, afin de pouvoir traire le lait d'une girafe, nommée Abigail, qui raffole notamment des bonbons acacia menthe que Wonka fabrique. En chemin, le chef de la police retrouve Wonka et lui transmet le message du cartel du chocolat en tentent de l’étouffer. Lorsqu'ils sont de retour à la laverie, Abacus Crunch lui révèle qu’il a été le comptable remplaçant de Slugworth et que lors de sa prise de fonction, il a découvert qu'il existait deux livres de comptes. Un qui est officiel, et un autre, qui consigne tous les pots-de-vin que verse le cartel aux forces de l'ordre et aux officiels de la ville. Il apprend également à Wonka que le repaire du cartel se situe sous la cathédrale de la ville, gardée par des moines accros au chocolat et un prêtre corrompu.
Leur diversion installée, avec l’aide des autres prisonniers, ils se lancent dans une opération de vente de chocolat clandestine pour pouvoir payer leurs dettes. Ils utilisent les compétences et les savoirs de Benz, la plombière, qui connaît le réseau d'égouts, pour échapper à Scrubitt et au chef de la police, lequel commence à prendre beaucoup de poids à cause des versements en chocolat que le cartel lui verse.
Une nuit, alors qu'il dormait, Wonka réussit à piéger le voleur de chocolat. Ce dernier, se révélant être un Oompa Loompa surnommé Colosse, il lui apprend en chanson que Wonka a volé, il y a quelques années de cela, le peu de fèves de cacao que l'ile de Loompaland arrivait à produire, il était chargé de les garder mais il ne s’en est pas aperçu, car ce dernier "s'était assoupi". Celui-ci fut banni de Loompaland jusqu'à ce qu'il rende aux Oompa-Loompa ce que Wonka leur a volé "fois cent". Colosse réussit à s’échapper et à voler son bocal de chocolats en dupant Wonka.
Le lendemain, les employés de la laverie permettent à Wonka d'accomplir son rêve et d'avoir sa boutique. Puisqu'il est impossible pour le cartel de faire arrêter Wonka maintenant qu'il vend du chocolat légalement, le cartel décide de révéler l'existence de la boutique à Mme Scrubitt. Cette dernière va empoisonner la production de Wonka en infusant ses chocolats de sueur de Yéti. La clientèle est défigurée, les clients se révoltent et saccagent la boutique. Les espoirs de Wonka sont réduits à néant et peu après l'incident, les membres du cartel font une proposition à Wonka : les employés de chez Scrubitt qui l'ont aidé verront leur dette effacée, en échange de la promesse de quitter la ville en ne fabriquant plus de chocolats. Embarquant à bord d'un bateau, avec Colosse qui le suit pour honorer sa dette, Wonka découvre que les marques laissées par la poignée de main de Slugworth ressemblent à la chevalières de Noodle et en déduit qu’elle a un lien de famille avec Slugworth, puis il découvre que le cartel a piégé le bateau pour qu'il explose mais ils arrivent à sauter avant que le bateau n’explose.
Le lendemain, Mme Scrubitt apprend la nouvelle de leur libération aux amis de Wonka. Tous sont libérés, à l'exception de Noodle, pour laquelle Slugworth a payé Scrubitt pour qu'elle reste sous leur garde forcée. Noodle décide de révéler la supercherie de l'origine aristocratique de Bleacher à Mme Scrubbit, elle enferme de rage Noodle dans le pigeonnier, d'où elle est extraite par Wonka et les ex-employés de la blanchisserie. Ils mettent ensuite au point un plan pour s'infiltrer dans le quartier général du cartel pour révéler, grâce au livre de comptes des corruptions, les méfaits du cartel.
Wonka et Noodle vont ainsi utiliser la girafe Abigail, en la faisant sortir du zoo, ainsi que les flamants roses qui sèment la pagaille en ville. Noodle glisse des bonbons acacias menthe dans la poche du prêtre de la cathédrale, le père Julius, addict au chocolat, rendant service au cartel depuis des années. Abigail sème la pagaille dans la cathédrale, Une fois introduits dans le repaire, ils découvrent le livre caché, mais Slugworth et les autres arrivent à ce moment. Slugworth révèle à Noodle qu’il est son oncle. Une nuit, sa mère est venue chercher de l'aide auprès de son beau-frère, mais Slugworth a préféré abandonner Noodle à Mme Scrubitt en la faisant passer pour un paquet de linge sale, et en annonçant la prétendue mort à sa mère Dorothy Smith pour qu’il soit le seul à hériter de la fortune de son défunt frère. Pour se débarrasser de Wonka et Noodle, le cartel décide de les enfermer dans leur cuve à chocolat et de les y noyer. Avant de subir leur sort, Wonka confie aux trois hommes le bocal qu'il doit à Colosse, mais ces derniers préfèrent le consommer parce qu'ils ne croient pas à son existence. Le Oompa Loompa parvient à s'introduire dans le repaire, mettre inconscient le père Julius avec le bocal vide, et à sauver Wonka et Noodle in extremis.
Alors que les membres du cartel sont accueillis à l'extérieur de la chapelle par le chef de la police (qui est devenu obèse), Wonka et Noodle donnent à l'adjoint du chef de la police le carnet de comptes où sont consignés les versements illégaux. Lorsque le chef décide de le récupérer, son adjoint, nommé Affable, refuse car il a découvert que le nom de son chef y est mentionné "très souvent". Les trois chocolatiers se retrouvent à léviter car ils ont consommé les chocovols à effet tardif prévus pour le Oompa Loompa. Slugworth menace Wonka d'un procès, mais Noodle et ses amis font libérer le chocolat (que Wonka a saupoudré pendant sa noyade) par la fontaine de la place, ruinant ainsi les trois chocolatiers, et invitent les gens à s'en délecter.
Wonka profite de ce moment pour déballer la tablette de chocolat confectionnée par sa mère et à l'intérieur, trouve une note dorée rédigée par cette dernière qui révèle que "le secret, ce n'est pas le chocolat... mais ceux avec qui on le partage". Il décide de partager la tablette avec ses amis. Wonka révèle à Noodle que ses amis ont aidé à retrouver sa mère, laquelle travaille à la bibliothèque. Wonka honore sa dette auprès de Colosse et lui propose à lui et sa tribu de faire partie de sa chocolaterie, en tant que gouteurs, installée dans un château que Wonka a racheté pour en faire son usine.
L'épilogue s'ouvre sur Colosse qui annonce que les amis de Wonka ont tous repris leur ancienne vie, et qu'Affable, l'ancien adjoint devenu chef de la police, arrête Scrubitt et Bleacher, qui ont tenté de dissimuler leur méfait (l'empoisonnement de la production de Wonka) en buvant ce qui leur restait de sueur de yéti et autres substances, mais tous ceux-là, qu'ils ont consommé pure, n'a fait qu'accroitre les effets qu'elles produisent.

## Fiche technique
Sauf indication contraire, les informations mentionnées dans cette section peuvent être confirmées par la base de données cinématographiques IMDb,  présente dans la section « Liens externes ».
- Titre original : Wonka
- Réalisation : Paul King
- Scénario : Simon Farnaby, Simon Rich et Paul King, d'après le roman Charlie et la Chocolaterie de Roald Dahl
- Musique : Joby Talbot
- Chansons originales : Neil Hannon
- Direction artistique : Tom Brown
- Décors : Nathan Crowley
- Costumes : Lindy Hemming
- Photographie : Chung Chung-hoon
- Montage : Mark Everson
- Production : Alexandra Derbyshire, David Heyman et Luke Kelly
- Production déléguée : Rosie Alison, Jon Gonda, Kevin McCormick, Michael Siegel et Courtenay Valenti
- Effets spéciaux : Framestore
- Sociétés de production : Heyday Films et Warner Bros.
- Société de distribution : Warner Bros.
- Budget : 125 millions de dollars[1]
- Pays de production :  États-Unis,  Royaume-Uni
- Langue originale : anglais
- Format : couleur — 2.35.1
- Genre : aventure, comédie, fantastique, musical
- Durée : 116 minutes
- Dates de sortie[2] : 
  - Belgique, France[3] : 13 décembre 2023
  - États-Unis, Canada[4] : 15 décembre 2023
- Classification[5] :
  - États-Unis : PG
  - France : tous publics

## Distribution
- Timothée Chalamet (VF : Gauthier Battoue (dialogues) ; Robin Morgenthaler (chants) ; VQ : Xavier Dolan (dialogues) ; Mathieu-Philippe Perras (chants)) : Willy Wonka
- Calah Lane (en) (VF : Jaynélia Coadou ; VQ : Alice Déry) : Noodle
- Keegan-Michael Key (VF : Serge Faliu ; VQ : Jean-François Beaupré) : le chef de la police
- Paterson Joseph (VF : Thierry Desroses ; VQ : Thiéry Dubé) : Arthur Slugworth (Arthur Salimace en VQ)
- Matt Lucas (VF : Philippe Bozo) : Gerald Prodnose
- Mathew Baynton (VF : Jérémy Prévost) : Félix Fickelgruber
- Olivia Colman (VF : Julie Dumas ; VQ : Sarah Desjeunes) : Mme Judy Scrubitt
- Tom Davis (en) (VF : Serge Biavan ; VQ : Patrick Chouinard) : Bleacher
- Hugh Grant (VF : Thibault de Montalembert ; VQ : Daniel Picard)[6] : Colosse, le Oompa Loompa (Lofty en VO)
- Sally Hawkins (VF : Véronique Desmadryl) : Mme Wonka, la défunte mère de Willy Wonka
- Rowan Atkinson (VF : Guy Chapellier ; VQ : Carl Béchard) : le Père Julius
- Jim Carter (VF : Philippe Catoire (dialogues) ; Erwan Piriou (chants) ; VQ : Marc Bellier) : Abacus Crunch
- Natasha Rothwell (VF : Corinne Wellong) : Piper Benz
- Rich Fulcher (VF : Michel Lerousseau) : Larry Chucklesworth
- Rakhee Thakrar (VF : Lisa Caruso) : Lottie Bell
- Kobna Holdbrook-Smith (VF : Jean-Baptiste Anoumon) : l'inspecteur Affable
- Simon Farnaby (VF : Fabrice Lelyon) : Basil, le garde de sécurité du Zoo
- Ellie White (VF : Laëtitia Lefebvre) : Gwennie, la maîtresse des clés
- Charlotte Ritchie : Barbara
- Freya Parker : Miss Bon-Bon
- Phil Wang (en) (VF : Martin Faliu) : Colin
- Sophie Winkleman (VF : Nathalie Kanoui) : la comtesse

Version française réalisée par la société de doublage Dubbing Brothers, sous la direction artistique de Valérie Siclay (dialogues), Georges Costa et Alice Thomas (chants), d'après une adaptation des dialogues de Margaux Lamy.
 Version québécoise réalisée par la société de doublage Cinélume, sous la direction de Maël Davan-Soulas (dialogues) et Daniel Scott (chants), d'après une adaptation de Marie Frankland.
 Source et légende : version française (VF) sur RS Doublage et selon le carton cinématographique du doublage français ; version québécoise (VQ) sur Doublage.qc.ca

## Production

### Genèse, développement et attribution des rôles
En octobre 2016, Warner Bros. acquiert les droits du personnage de Willy Wonka créé par Roald Dahl. Le studio développe un film produit par David Heyman et Michael Siegel. En février 2018, Paul King est évoqué comme réalisateur,. Plus tard, dans l'année, il est révélé que Warner Bros. a établi une liste des acteurs potentiels : Donald Glover, Ryan Gosling et Ezra Miller. Il est précisé que le film sera bien une préquelle du roman Charlie et la Chocolaterie. Paul King est confirmé comme réalisateur en janvier 2021, alors que le film s'intitulera Wonka.
Alors que Tom Holland est un temps évoqué, Timothée Chalamet est finalement annoncé pour incarner Willy Wonka en mai 2021. Il est précisé que le film comportera des scènes musicales et que le scénario est écrit par Simon Farnaby.
En septembre 2021, Keegan-Michael Key, Sally Hawkins, Rowan Atkinson, Olivia Colman ou encore Jim Carter rejoignent la distribution, alors que le scénariste Simon Farnaby est également annoncé devant la caméra,.

### Tournage
Le tournage commence en septembre 2021, au Royaume-Uni,. Il se déroule notamment à Lyme Regis (Dorset) et dans les Warner Bros. Studios Leavesden (Hertfordshire),. L'aéroport de Wendover dans l'Utah est également utilisé pour quelques plans.
Certains plans du film possèdent comme fond le célèbre monument rouennais, le Gros-Horloge.

### Musique
Neil Hannon, leader du groupe The Divine Comedy, écrira des chansons originales pour le film, Joby Talbot prenant en charge la musique.

## Référence à d’autres œuvres
- La girafe Abigail peut faire référence au livre de Roahl Dahl suivant : La girafe, le pélican et moi.
- Slugworth, Fickelgruber et Prodnose ne sont pas une invention pour le film mais existe vraiment dans la nouvelle de Roahl Dahl, Slugworth, Fickelgruber et Prodnose apparaissent dans le film de Tim Burton Charlie et la Chocolaterie ils apparaissent aussi dans la version de 1971.

## Distinctions

### Nominations
- Golden Globes 2024 : meilleur acteur dans un film musical ou une comédie pour Timothée Chalamet
- BAFTA 2024 : Meilleur film britannique